# KZ-Außenlager Hannover-Mühlenberg

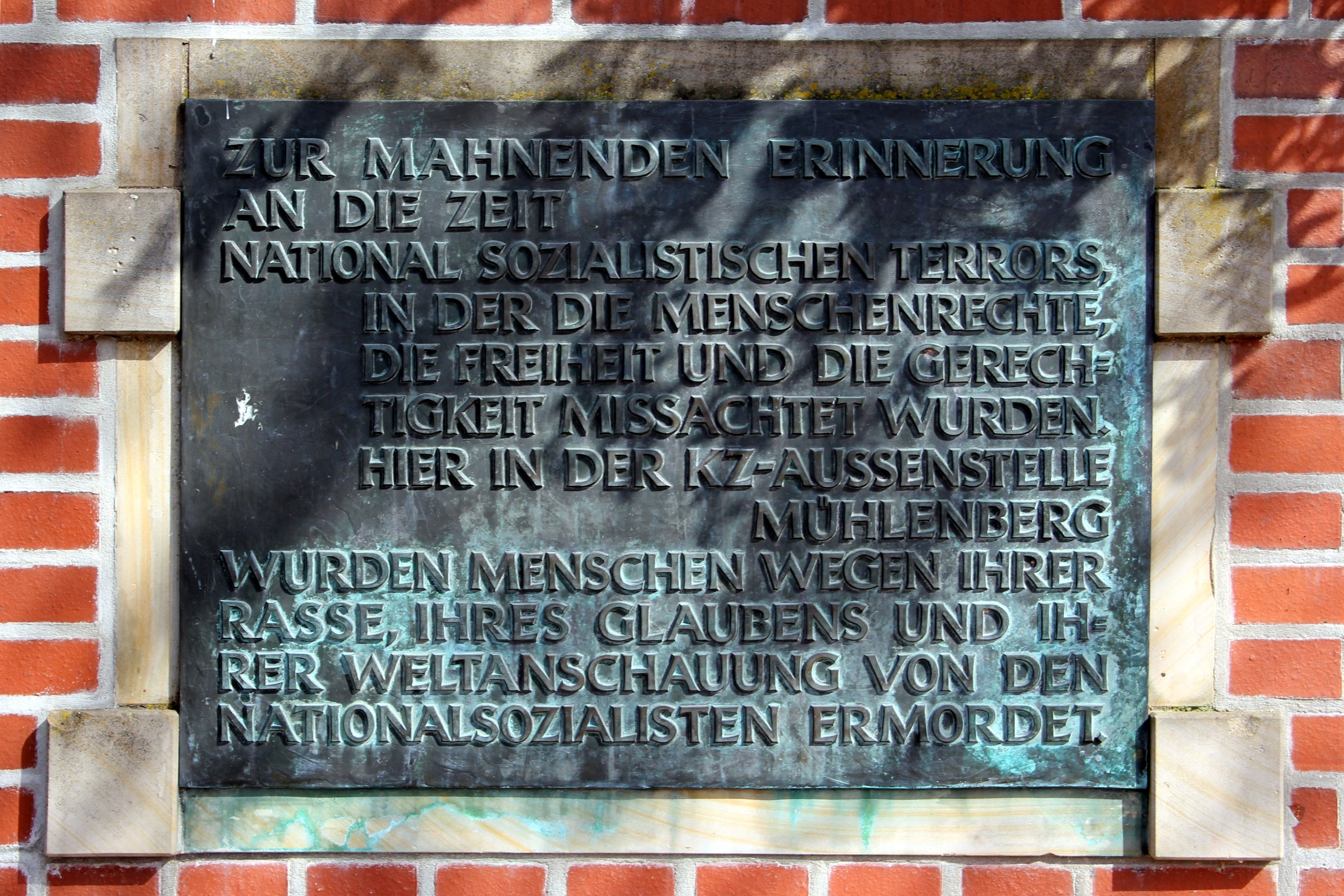
Gedenkstein für das KZ-Außenlager Hannover-Mühlenberg

Das KZ-Außenlager Hannover-Mühlenberg wurde Anfang Februar 1945 als Außenlager des KZ Neuengamme in Hannover nahe dem Stadtteil Oberricklingen errichtet. Die SS betrieb es zwei Monate bis zur Räumung am 6. April 1945.

## KZ-Häftlinge
Die KZ-Häftlinge kamen aus dem vor der Roten Armee geräumten Außenlager des KZ Auschwitz in Laurahütte, wo sie bei der Oberschlesischen Gerätebau GmbH 12,8 cm-Flugabwehrkanonen herstellten, ins KZ Mauthausen. Bereits auf der sechstägigen Fahrt waren vermutlich 134 Häftlinge gestorben. Von dort kamen 500 Häftlinge nach Hannover in vier Baracken des Lagers Mühlenberg. Das 40 Baracken umfassende Lager lag am langgestreckten Hügel Mühlenberg mit einer Höhe von bis zu 83 m ü. NHN. Im Lager befanden sich 3000 Zwangsarbeiter, die für die Hanomag arbeiteten. Die baulichen Zustände waren katastrophal, es fehlten teilweise Türen und Fenster und die sanitären Anlagen größtenteils defekt. In Hannover hatten je 250 KZ-Häftlinge in zwei Schichten von 12 Stunden zu arbeiten. Die jüdischen Häftlinge kamen etwa zur Hälfte aus Polen und Ungarn sowie aus anderen Ländern und wurden zur Produktion der 12,8 cm-Geschütze eingesetzt.

## Lagerpersonal
Kommandoführer war der SS-Oberscharführer Walter Quakernack und die SS-Wachmannschaft, darunter waren gewaltbereite Marinesoldaten unter Führung des Obermaats Ehrhardt Adamcyk. Mindestens 79 Häftlinge überlebten die Lagerhaft bis zur Räumung des Konzentrationslagers am 6. April 1945 nicht.
Quakernack wurde nach Kriegsende von einem britischen Militärgericht im zweiten Bergen-Belsen-Prozess zum Tod durch den Strang verurteilt und am 11. Oktober 1946 im Zuchthaus Hameln hingerichtet. Der im Lager beschäftigte SS-Rottenführer Friedrich Wilhelm Rex wurde 1981 vor dem Landgericht Hannover zu sechs Jahren Haft verurteilt, die er aus gesundheitlichen Gründen nicht antreten musste. Der mitangeklagte SS-Rottenführer Alfred Grams erhielt einen Freispruch.

## Räumung des Lagers
Als das Lager geräumt wurde, mussten sich die marschfähigen Häftlinge auf einen  Todesmarsch zum KZ Bergen-Belsen begeben, das sie am 8. April 1945 erreichten. 100 Häftlinge blieben im Lager zurück. 50 von ihnen wurden von der SS-Wachmannschaft erschossen und die restlichen kamen mit Lastkraftwagen nach Bergen-Belsen. Die dort überlebenden Häftlinge wurden am 15. April 1945 befreit.

## Gedenkstätte
Die Baracken auf dem Lagergelände wurden bis zu ihrem Abriss im Jahre 1960 als Wohnraum mit Flüchtlingen im stark kriegszerstörten Hannover belegt. In den 1960er Jahren wurde dort der neue Stadtteil Mühlenberg gebaut. Auf dem Gelände des ehemaligen Außenlagers wurde 1978 von der Stadt Hannover ein Gedenkstein errichtet, der sich seit 1982 im Eingangsbereich des Ökumenischen Kirchencentrum Mühlenberg unweit des Lagergeländes befindet.
Die Geschichte des Lagers, das Schicksal der Inhaftierten und die Aufarbeitung in der Nachkriegszeit – hier insbesondere die Strafverfolgung – ist Mitte der 1980er Jahre umfassend dokumentiert worden. Die Aufarbeitung der NS-Geschichte aus lokaler Perspektive begannen junge Historikerinnen und Historiker bereits in den 1970er Jahren, was 1983 zur Ausstellung  „Konzentrationslager in Hannover“ im KUBUS führte.
Im Jahr 1983 wurde das Friedensmahnmal am Mühlenberg aufgestellt.